# IBM 5120
IBM 5120 (5120) је професионални рачунар фирме IBM који је почео да се производи у Сједињеним Америчким Државама током 1980. године.
Користио је IBM микропроцесорску јединицу а RAM меморија рачунара је имала капацитет од 64 KB. 

## Детаљни подаци
Детаљнији подаци о рачунару 5120 су дати у табели испод.
|                       |                                                         |
| [ 1 ]                 |                                                         |
| Произвођач            |                                                         |
| Тип                   | професионални рачунар                                   |
| Меморија              | 64 KB                                                   |
| Поријекло             | Сједињене Америчке Државе                               |
| Година                | 1980                                                    |
| Тастатура             | пуни помак тастера, 73 тастера са нумеричком тастатуром |
| Процесор              |                                                         |
| Фреквенција процесора | непознато                                               |
| RAM                   | 64 KB                                                   |
| ROM                   | 64 KB                                                   |
| Текст                 | 64 знакова x 16 линија                                  |
| Графика               | нема                                                    |
| Боја                  | једна боја                                              |
| Звук                  | мали звучник                                            |
| Димензије             | 45                                                      |
| Портови               |                                                         |
| Оперативни систем     |                                                         |